# شنود (فصل اول)
شنود (انگلیسی: The Wire)، فصل اول مجموعه تلویزیونی شنود در روز یکشنبه، ۲ ژوئن ۲۰۰۲ در ساعت ۹ شب وقت شرقی ایالت متحده آمریکا شروع به پخش گردید و در روز ۸ سپتامبر ۲۰۰۲ خاتمه یافت. ۱۳ قسمت این فصل، ماجرا را از دیدگاه تشکیلات خرید و فروش مواد مخدر بارکزدیل و جزئیات تحقیقات و بررسی‌های پلیسی به نمایش می‌گذارد.
فصل اول این سریال بر روی دی‌وی‌دی (DVD) در یک مجموعه شامل پنج دیسک، تحت عنوان شنود: فصل اول کامل در روز ۱۲ اکتبر ۲۰۰۴ توسط شرکت رسانه و سرگرمی اچ‌بی‌اُ ویدئو (HBO Video) ارائه گردید.

## تولید
عوامل تولید
دیوید سیمون، سازنده و سرپرست نویسندگان، شورانر و مدیر اجرایی تولید سریال است.
بازیگران
در فصل اول سریال، شخصیت‌های این مجموعه به دو گروه اصلی، افرادی که در جرم و جنایت مربوط به مواد مخدر دست داشتند و مأموران قانون و افراد مرتبط با آنها، تقسیم شده‌اند. بازیگران اصلی شامل هر دو گروه می‌گردد. تحقیقات و بررسی پرونده با اقدامات کاراگاه جیمی مک‌نالتی (با نقش‌آفرینی دومینیک وست) شروع شد که نافرمانی و مشکلات شخصی زندگی او، توانایی او در این پرونده را تحت‌الشعاع قرار داد.